# Wege der Forschung

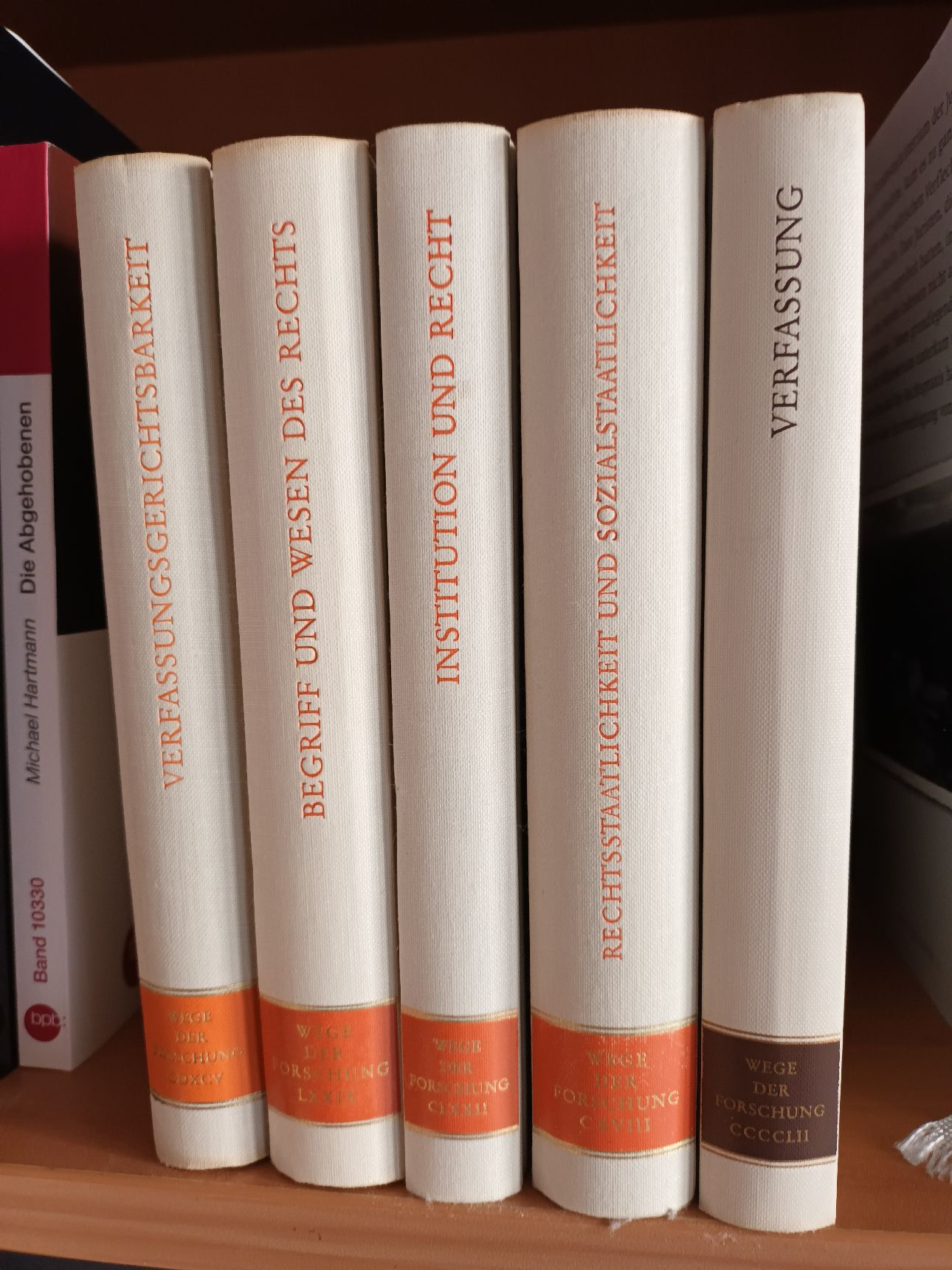
Bände aus der Buchreihe „Wege der Forschung“

Wege der Forschung (WdF) war der Name einer renommierten, interdisziplinären geisteswissenschaftlichen Buchreihe, die zunächst vom Hermann Gentner Verlag in Bad Homburg, später in den immer gleich gestalteten grauen Leinenbänden von der Wissenschaftlichen Buchgesellschaft in Darmstadt herausgegeben wurde. Dabei wurden zu einem Thema – zumeist in chronologischer Folge – die jeweils wichtigsten Beiträge verschiedener Autoren aus der Forschungsgeschichte zusammengestellt. Die Aufsätze sind in der Regel bereits zuvor separat erschienen (etwa in wissenschaftlichen Zeitschriften); in einigen Fällen handelte es sich aber auch um Erstveröffentlichungen. Die Reihe erschien von 1956 bis 1995 und umfasste 657 Bände. Die seit 2000 aufgelegte Nachfolgereihe des Verlags trägt den Namen Neue Wege der Forschung.